# Flood (Boris)
Flood è il terzo album in studio del gruppo drone doom metal giapponese Boris, pubblicato nel 2000.

## Tracce
1. Flood I – 14:42
2. Flood II – 13:35
3. Flood III – 20:38
4. Flood IV – 21:35

## Formazione
- Atsuo (Atsuo Mizuno) – gong, batteria
- Takeshi (Takeshi Ohtani) – voce, basso, chitarra
- Wata (Mizuno Yoko) – chitarra